# Numerus Hemesenorum
Der Numerus Hemesenorum [Antoninianus] (deutsch Numerus aus Emesa [der Antoninianische]) war eine römische Auxiliareinheit. Sie ist durch Inschriften belegt.

## Namensbestandteile
- Hemesenorum: aus Emesa.  Die Soldaten des Numerus wurden bei Aufstellung der Einheit aus der Stadt Emesa und Umgebung rekrutiert.

- Antoninianus: der Antoninianische. Eine Ehrenbezeichnung, die sich auf Caracalla (211–217) bezieht. Der Zusatz kommt in der Inschrift (CIL 8, 2494) vor.

## Geschichte
Der Numerus wurde möglicherweise 198 n. Chr. durch Septimius Severus aufgestellt. Er ist durch mehrere Inschriften belegt, die bei Calceus Herculis in der Provinz Numidia gefunden wurden und die auf 209 bis 222 datiert werden. Unter Caracalla errichtete die Einheit dort Wachtürme.
Falls die Einheit mit dem Numerus Emesenorum identisch ist, der auf einem in Ägypten gefundenen Papyrus erwähnt wird, dann bestand der Numerus sowohl aus Fußsoldaten als auch aus Reitern. Die Soldaten der Einheit waren in diesem Fall wohl Bogenschützen.
Ein Numerus Regiorum Emesenorum Iudaeorum ist durch die Inschrift CIL 5, 8764 belegt, die auf 381/400 datiert wird. Aufgrund des zeitlichen Abstands ist eine Identität dieser Einheit mit dem Numerus Hemesenorum jedoch fraglich.

## Standorte
Standorte des Numerus in Numidia waren:
- Calceus Herculis (Meninx): Mehrere Inschriften wurden hier gefunden. Die Einheit war hier vermutlich zusammen mit dem Numerus Palmyrenorum stationiert.[1]

## Angehörige des Numerus
Folgende Angehörige des Numerus sind bekannt:

### Kommandeure
| - C(aius) Iulius Aelurio, ein Centurio der Legio III Augusta und Praepositus der Einheit (AE 1933, 45, AE 1933, 46, CIL 8, 2494) | - Iulius Draco, ein Centurio der Legio III Augusta und Praepositus (AE 1933, 47) - [M(arcus)] Ulpius Optatu[s], ein Centurio der Legio III Augusta und Praepositus (AE 1926, 145) |

### Sonstige
- P(ublius) Claudius, ein Cornicularius (AE 1933, 48)